# Xã Sitka, Quận Clark, Kansas
Xã Sitka (tiếng Anh: Sitka Township) là một xã thuộc quận Clark, tiểu bang Kansas, Hoa Kỳ. Năm 2010, dân số của xã này là 63 người.